# Чемпіонат УСРР з футболу 1935
Чемпіонат УРСР з футболу 1935 — футбольний турнір серед колективів фізкультури УСРР. Проходив у 3 групах, участь у змаганнях брав 21 колектив, звання чемпіона розігрували 5 найсильніших команд, що виступали в першій групі.

## 1 група
Матчі проходили з 12 жовтня до 12 листопада.
Підсумкова таблиця
| М  | Команда         | І | В | Н | П | М   | О |
| -- | --------------- | - | - | - | - | --- | - |
| 1. | Дніпропетровськ | 4 | 2 | 1 | 1 | 9:6 | 9 |
| 2. | Київ            | 4 | 2 | 1 | 1 | 8:6 | 9 |
| 3. | Харків          | 4 | 1 | 2 | 1 | 7:8 | 8 |
| 4. | Одеса           | 4 | 1 | 1 | 2 | 5:6 | 7 |
| 5. | Сталіно         | 4 | 1 | 1 | 2 | 5:8 | 7 |

Примітка: за перемогу — 3 очки, нічию — 2 очки, поразку — 1 очко, неявку — 0 очок.
Збірна Дніпропетровська: Маховський, Гутарєв, Алексопольський, Чижов, Белов, В. Кривошеєв, Бутенко, Гребер, Андрєєв, Бородін, Білий, Лайко, Курчанінов, Корнілов, Забуга, Шпиньов, П. Кривошеєв, Старостін.

## 2 група
Матчі проходили з 24 вересня по 7 жовтня.
1/4 фіналу.
- Чернігів — Горлівка + : - (неявка).
- Краматорськ — Кадіївка 1 : 0.
- Тирасполь — Миколаїв 1 : 3.
- Костянтинівка — Вінниця 8 : 1.

1/2 фіналу.
- Чернігів — Краматорськ 0 : 7.
- Миколаїв — Костянтинівка + : - (результат 4:5 анульовано, оскільки видалений за 2 хвилини до кінця матчу гравець гостей Кононенко відмовився залишити поле).

Фінал.
- Краматорськ — Миколаїв 1 : 1.
- Краматорськ — Миколаїв 2 : 0 (перегравання).

## 3 група
Матчі проходили з 24 вересня по 22 жовтня.
1/4 фіналу.
- Запоріжжя — Херсон 4:0.
- Полтава — Кривий Ріг 2:7.
- Луганськ — Кам'янське 3:1.
- Кам'янець-Подільськ — Житомир —:+.

1/2 фіналу.
- Запоріжжя — Кривий Ріг 5:3.
- Луганськ — Житомир 5:0.

Фінал.
- Луганськ — Запоріжжя 2:1 (результат матчу анульовано, бо в складі Луганська грав воротар Павлов, який цього року виступав за Кадіївку).
- Запоріжжя — Луганськ 1:3 (перегравання).